# B.B. King
Riley B. King, més conegut com a B.B. King (Itta Bena, Mississipi, 16 de setembre de 1925 - Las Vegas, Nevada, 14 de maig de 2015), era un famós guitarrista de blues, compositor i productor musical estatunidenc. Segons Edward M. Komara, King «va introduir un sofisticat estil de solos basats en cordes fluides [de guitarra] doblegades i vibratos brillants que influirien pràcticament en tots els guitarristes de blues elèctric que el van seguir». King va tenir una gran influència en l'aspecte musical i social sobre el cantant Elvis Presley havent-se conegut i desenvolupat una amistat als pubs de Beale Street a Memphis a principis dels anys 50. Era conegut per anomenar les seves guitarres Lucille; fins i tot va compondre una cançó amb aquest títol fent referència a la manera en què la seva guitarra va canviar la seva vida.
L'any 2003 la revista Rolling Stone el va considerar el tercer millor guitarrista de tots el temps i AllMusic com el guitarrista elèctric més important de l'última meitat del segle xx.
King va ser inclòs al Rock and Roll Hall of Fame l'any 1987, i és un dels músics de blues més influents de tots els temps, guanyant-se l'àlies d'El rei del blues, i es considera un dels tres reis de la guitarra blues (juntament amb Albert King i Freddie King, cap dels quals està relacionat). King va actuar incansablement al llarg de la seva carrera musical, fent una mitjana de més de 200 concerts per any fins a la dècada de 1970. Només el 1956, va aparèixer a 342 espectacles.

## Biografia

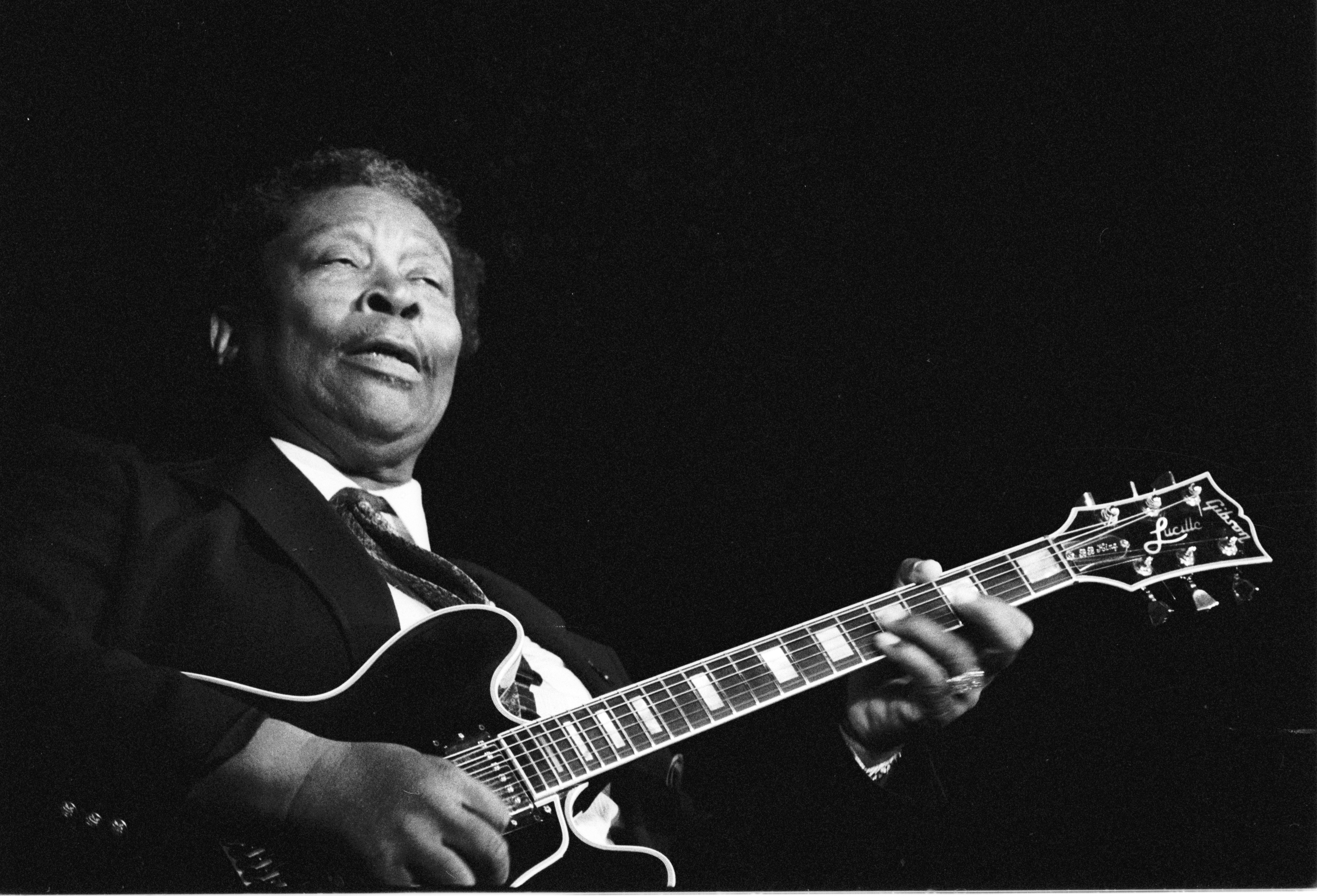
B.B. King en concert a Deauville el 29 d'octubre de 1988.

### Joventut
Riley B. King va néixer el 16 setembre 1925 en una plantació de cotó situada entre Itta Bena i Indianola, és fill d'Albert Lee King i Nora Ella King, una parella de parcers. Tenia quatre anys quan la seva mare va deixar el seu pare. El nen seria criat per la seva àvia materna, Elnora Farr, a Kilmichael.
Riley King canta al cor de gospel de l'església baptista d'Elkhorn a Kilmichael. Es diu que va comprar la seva primera guitarra als 12 anys, altres fonts indiquen que el guitarrista Bukka White, cosí i altres, la seva mare, li va regalar la seva primera. El 1943, King va deixar Kilmichael per treballar com a tractorista i tocar la guitarra amb el Famous St. John's Quartet a Inverness a les esglésies i les estacions de ràdio locals.
| «                                                                                         | Aquest és un moment molt especial per a tots els amants del blues, perquè avui és el dia que el món ha d'acomiadar-se de B.B. King. És una ocasió molt especial. | » |
| — Bono, anunciant la cançó que interpretarien per primera vegada a l'escenari en 23 anys. | |   |

El 1946, Riley King va seguir a Bukka White a Memphis, Tennessee King va tornar ràpidament a Mississipí, on va decidir entrenar per a futurs viatges. Va tornar a Memphis el 1948 i va actuar al programa de ràdio de Sonny Boy Williamson a KWEM Radio, on va començar a fer públic. Va ser contractat al Sixteenth Avenue Grill per a un programa de ràdio, King's Spot, que va tenir molt d'èxit.
Després de ser DJ durant dos anys en una emissora de ràdio de Memphis, es va dir Beale Street Blues Boy, escurçat a Blues Boy i finalment a BB. Allà coneix el T-Bone Walker: «Tan bon punt el vaig sentir, vaig saber que havia de tenir [una guitarra elèctrica]». Havia de tenir era un eufemisme de robar”!

### Aprenentatge i influències
La primera influència de B.B. King era Gòspel, en el qual es trobava immers per la seva piadosa família al sud dels Estats Units. Després va escoltar Blind Lemon Jefferson, de qui va aprendre, d'oïda, a tocar el blues tradicional. Després va descobrir T-Bone Walker, que tocava un blues més complex, utilitzant acords de jazz clàssic, com els acords 9 dominants. Després va aprendre del guitarrista de jazz Charlie Christian, que tocava a l'orquestra de Benny Goodman, l'harmonia del jazz i, en particular, l'ús d'acords disminuïts. Finalment va descobrir Django Reinhardt, les melodies cromàtiques del qual va adoptar. Agafa el so del coll d'ampolla de Bukka White, imitant-lo amb els dits, per incorporar el bend i sobretot el seu famós vibrato en la seva guitarra. Aquests cinc músics han estat els seus ídols al llarg de la seva carrera. A més, indica que va estudiar mètodes escrits per aprendre escales i posicions d'acords, coses desconegudes pels primers músics de blues. Per tant, coneix molt bé la teoria musical, les escales i la formació d'acords.

### Carrera
Després d'un primer 78 rpm poc destacat per al segell de Nashville Bullet Records, B.B. King va gravar l'any 1949 per a RPM Records. La majoria d'aquests primers enregistraments van ser produïts per Sam Phillips, futur creador del segell Sun.
B.B. King va crear la seva orquestra, la B.B. King Review, sota la direcció de Millard Lee. Originalment, hi havia Calvin Owens i Kenneth Sands (trompetes), Lawrence Burdin (saxo alt), George Coleman (saxo), Floyd Newman (saxo baríton), Millard Lee (piano), George Joyner (baix) i Earl Forest i Ted. Curry (tambors). Onzie Horne va arranjar composicions per a King, que, per la seva pròpia admissió, va lluitar amb els acords i va basar en la improvisació. Toca arreu dels Estats Units, en petits clubs però també en grans sales.
El febrer de 1952, el seu 3 O'Clock Blues va assolir el número u a la llista Billboard Rhythm and blues. B.B. King es va convertir així en un dels actors més importants de la música rhythm and blues, amb èxits com You Know I Love You, Wake Up This Morning, Please Love Me, When My Heart Beats like a Hammer, Whole Lotta Loving, You Upset Me Baby, Every Day I Have the Blues, Sneakin' Around, Ten Long Years, Mala sort, Sweet Little Angel, Sweet Sixteen, Three O'Clock Blues i Please Accept My Love. Els seus ingressos van augmentar significativament, de 85 dòlars a 2.500 dòlars per setmana, va tocar en sales de prestigi com el Howard Theater a Washington o l'Apollo Theater de Nova York.
El 1956 va fer ni més ni menys que 342 concerts i va fundar el seu segell Regne dels Blues Boys, anb seu a Beale Street a Memphis, on va produir artistes com Millard Lee i Levi Seabury.

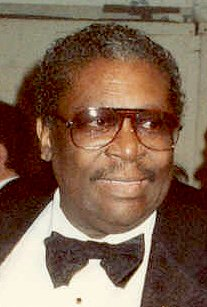
BB Rei el 1990.

El 1962 va signar amb ABC - Paramount Records, més tard absorbit per MCA Records. El novembre de 1964 va gravar el seu disc viu més famós, Live At the Regal, al Regal Theatre de Chicago.
B.B. King va trobar l'èxit fora del món del blues amb el títol The Thrill Is Gone, el 1969. Després va ser reconegut per joves músics de rock americans i anglesos, va obrir per als The Rolling Stones durant la seva gira estatunidenca del mateix any.
Del 1951 al 1985, B.B. King apareix 74 vegades a les llistes de R&B de Billboard.
El 1988 va arribar a una nova generació gràcies al títol When Love Comes to Town, amb el grup U2, al seu disc Rattle and Hum. A la pel·lícula homònima, fa una commovedora aparició a l'escenari al costat de Bono, després llegint les paraules del títol When Love Comes To Town, un text molt bonic segons ell però per al qual troba Bono massa jove. L'any 2000, B.B. King va gravar amb Eric Clapton l'àlbum Riding With the King.
Molt més que seguir el camí del seu ídol T-Bone Walker, B.B. King va saber crear el seu mateix so gràcies a un toc inimitable, semblant donar una autèntica personalitat a la seva guitarra. El seu estil va influir en molts bluesmen de la següent generació, com Eric Clapton, Mike Bloomfield i Duane Allman.

### Tour de comiat

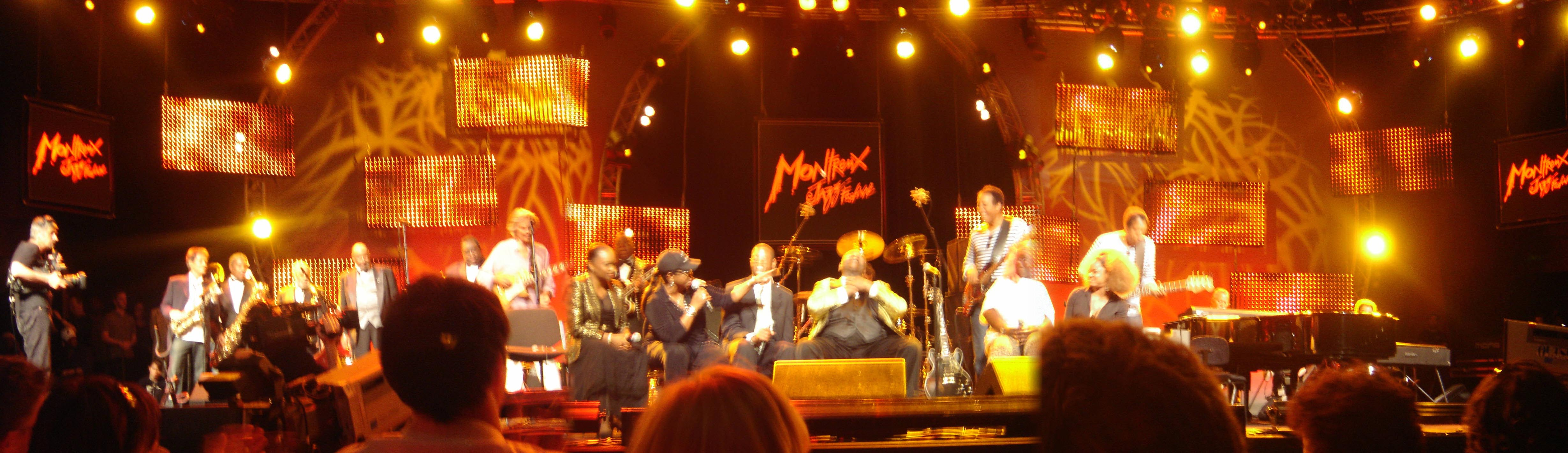
En concert a Montreux el juliol de 2006.

Als 80 anys, B.B. King va començar la seva gira europea de comiat amb un concert al Hallam Arena (Sheffield, Regne Unit) el 29 de març de 2006, acompanyat de Gary Moore, amb qui ja havia gravat -sobretot Since I Met You Baby - i organitzat gires. La etapa britànica d'aquesta gira conclou amb un concert el 4 d'abril al Wembley Arena.
Al juliol, va tornar per acomiadar-se de Suïssa, amb dos concerts, els dies 2 i 3 de juliol, a 4040a. edició del Montreux Jazz Festival i una altra a Zúric, el 14 de juliol, al Blues at Sunset. Durant el Festival de Montreux, va actuar a l'Auditori Stravinsky amb Joe Sample, Randy Crawford, David Sanborn, Gladys Knight, Leela James, Earl Thomas, Stanley Clarke, John McLaughlin, Barbara Hendricks i George Duke. El 17 de setembre, l'endemà de celebrar el seu e aniversari amb la seva família vinguda dels EUA per a l'ocasió, va ser al Zénith de París per a un concert en dues parts, la primera amb la seva big band i la segona, més íntima, on canta assegut entre el seu guitarrista i el seu baixista, davant de cinc mil espectadors. La gira europea va finalitzar el 19 de setembre a Luxemburg (D'Coque).
De novembre a desembre de 2006, B.B. King va fer sis concerts al Brasil. El 29 de novembre a São Paulo, durant una roda de premsa, a un periodista que li va preguntar si aquesta era la seva última gira de comiat, va respondre:«un dels meus actors preferits és escocès, es diu Sean Connery. La majoria de vosaltres el coneixeu pel seu paper de James Bond, 007. Una de les seves pel·lícules es diu Never Say Never Again.

### Dev
Als 83 anys, B.B. King va actuar el 22 de juliol de 2009 a París, al Palais des Congrès, abans de fer un concert a Cougnat l'endemà, en el marc del festival Blues Passions. En aquesta ocasió, BB El rei és honrat pel municipi convertint-se en ciutadà d'honor de la ciutat, mentre que un carrer ara porta el seu nom. La seva primera participació al festival va ser l’any 1995. El 27 de maig del 2010, B.B. King actua a Rabat (Marroc) al Festival Mawazine.
El 26 de juny de 2010, va participar al Crossroads Guitar Festival 2010 a Chicago, organitzat per Eric Clapton amb molts altres artistes. El 30 de juny de 2011, va tocar al Grand Rex de París, així com els dies 2 i 3 de juliol, amb Carlos Santana, al Festival de Jazz de Montreux. El 21 de juliol inaugura el Festival de Jazz de Sant Sebastià amb un concert gratuït a la platja de Zurriola.
També va oferir un concert el 9 de juliol de 2012 al Grand Rex, a París.

### Mort
Va morir el 14 de maig a Las Vegas. La seva salut havia empitjorat durant l'any anterior; també patia diabetis. Poc després de la seva mort, dues de les seves filles acusen el seu gerent i el seu assistent d'haver-lo enverinat; l'advocat de l'estat de Nevada ordena l'autòpsia del difunt. va arribar a la conclusió que no havia estat enverinat i que les causes de la seva mort eren naturals.
Molts artistes com Ringo Starr, Eric Clapton, sobretot en la introducció de la seva pel·lícula autobiogràfica Life in Blues o Snoop Dogg han homenatjat l'artista a les xarxes socials.
El 15 de maig de2015, l'endemà de la seva mort, durant el segon concert de la seva gira Innocence + Experience Tour a Vancouver, Canadà, els membres d’U2 van retre homenatge a B.B. King interpretant When Love Comes to Town, la cançó que havien gravat un duet amb ell per a l'àlbum Rattle and Hum publicat el 1988.
| «                                                                                         | Aquest és un moment molt especial per a tots els amants del blues, perquè avui és el dia que el món ha d'acomiadar-se de B.B. King. És una ocasió molt especial. | » |
| — Bono, anunciant la cançó que interpretarien per primera vegada a l'escenari en 23 anys. | |   |

## Discografia
1. King of the Blues (1960)
2. My Kind of Blues (1960)
3. Live at the Regal (Live, 1965)
4. Lucille (1968)
5. Live and Well (1969)
6. Completely Well (1969)
7. Indianola Mississippi Seeds (1970)
8. B.B. King In London (1971)
9. Live in Cook County Jail (1971)
10. Lucille Talks Back (1975)
11. Midnight Believer (1978)
12. Live Now Appearing at Ole Miss (1980)
13. There Must Be a Better World Somewhere (1981)
14. Love Me Tender (1982)
15. Why I Sing the Blues (1983)
16. B.B. King and Sons Live (Live, 1990)
17. Live at San Quentin (1991)
18. Live at the Apollo (Live, 1991)
19. There is Always One More Time (1991)
20. Deuces Wild (1997)
21. Riding with the King (2000)
22. Reflections (2003)
23. The Ultimate Collection (2005)
24. B.B. King & Friends: 80 (2005)

## Videografia
1. The Electric B.B. King - His Best (1960)
2. Great Moments with B.B. King (1981)
3. The King of the Blues: 1989 (1988)
4. Got My Mojo Working (1989)
5. King of the Blues (Box Set, 1992)
6. Why I Sing the Blues (1992)
7. B.B. King: Live By Request (2003) DVD
8. Martin Scorsese Presents the Blues: B.B. King; (2003)
9. Ultimate Collection (2005)